# Governo De Gasperi VI
Il Governo De Gasperi VI è stato il quinto esecutivo della Repubblica Italiana, il secondo della I legislatura.
Esso, nato in seguito alle dimissioni del governo precedente, è rimasto in carica dal 27 gennaio 1950 al 26 luglio 1951 (sebbene già dimissionario dal precedente 16 luglio), per un totale di 545 giorni, ovvero 1 anno, 5 mesi e 29 giorni. 
De Gasperi prestò giuramento il 27 gennaio, i ministri, il giorno seguente.

## Compagine di governo

### Appartenenza politica
L'appartenenza politica dei membri del Consiglio dei ministri al suo insediamento si può così riassumere:
| Partito | Partito                                 | Presidente | Ministri | Commissari | Sottosegretari | Totale |
| ------- | --------------------------------------- | ---------- | -------- | ---------- | -------------- | ------ |
|         | Democrazia Cristiana                    | 1          | 12       | 2          | 23             | 38     |
|         | Partito Socialista Democratico Italiano | -          | 3        | -          | 4              | 7      |
|         | Partito Repubblicano Italiano           | -          | 2        | 1          | 2              | 5      |
|         | Indipendente (politica)                 | -          | 1        | 1          | -              | 2      |
| Totale  | Totale                                  | 1          | 18       | 4          | 29             | 52     |

L'appartenenza politica dei membri del Consiglio dei ministri alla fine del suo mandato si può così riassumere:
| Partito | Partito                       | Presidente | Ministri | Commissari | Sottosegretari | Totale |
| ------- | ----------------------------- | ---------- | -------- | ---------- | -------------- | ------ |
|         | Democrazia Cristiana          | 1          | 14       | 3          | 23             | 40     |
|         | Partito Repubblicano Italiano | -          | 2        | 1          | 2              | 5      |
|         | Indipendente (politica)       | -          | 1        | -          | -              | 1      |
| Totale  | Totale                        | 1          | 17       | 4          | 25             | 46     |

### Provenienza geografica
La provenienza geografica dei membri del Consiglio dei ministri al momento dell’insediamento si può così riassumere:
| Regione               | Presidente | Ministri | Commissari | Sottosegretari | Totale |
| --------------------- | ---------- | -------- | ---------- | -------------- | ------ |
| Trentino-Alto Adige   | 1          | -        | 1          | -              | 2      |
| Sicilia               | -          | 3        | -          | 3              | 6      |
| Lazio                 | -          | 2        | -          | 4              | 6      |
| Piemonte              | -          | 2        | -          | 4              | 6      |
| Veneto                | -          | 1        | 1          | 3              | 5      |
| Toscana               | -          | 3        | -          | -              | 3      |
| Lombardia             | -          | 1        | -          | 2              | 3      |
| Marche                | -          | -        | -          | 3              | 3      |
| Campania              | -          | 1        | -          | 1              | 2      |
| Abruzzo               | -          | 1        | 1          | -              | 2      |
| Calabria              | -          | -        | -          | 2              | 2      |
| Sardegna              | -          | 1        | -          | -              | 1      |
| Emilia-Romagna        | -          | -        | 1          | -              | 1      |
| Basilicata            | -          | -        | -          | 1              | 1      |
| Friuli-Venezia Giulia | -          | -        | -          | 1              | 1      |
| Puglia                | -          | -        | -          | 1              | 1      |

### Situazione parlamentare
Al momento dell’insediamento del governo, il 27 gennaio 1950:
| Camera                  | Collocazione     | Partiti                                                              | Seggi     |
| ----------------------- | ---------------- | -------------------------------------------------------------------- | --------- |
| Camera dei Deputati     | Maggioranza      | Centrismo (333): DC (305), PSLI (19), PRI (9)                        | 333 / 574 |
| Camera dei Deputati     | Appoggio esterno | Misto (3)                                                            | 3 / 574   |
| Camera dei Deputati     | Opposizione      | PCI (126), PSI (56), BN (19), PSU (15), PNM (14), MSI (6), Misto (2) | 238 / 574 |
| Senato della Repubblica | Maggioranza      | Centrismo (142): DC (131), PRI (6), Misto (5)                        | 142 / 237 |
| Senato della Repubblica | Appoggio esterno | Misto (2)                                                            | 2 / 237   |
| Senato della Repubblica | Opposizione      | PCI (47), PSI (25), BN (7), Indipendenti (4), Misto (10)             | 93 / 237  |

Al momento dell’uscita del Partito Socialista dei Lavoratori Italiani (PSLI) dal governo, il 5 aprile 1951:
| Camera                  | Collocazione     | Partiti                                                                         | Seggi     |
| ----------------------- | ---------------- | ------------------------------------------------------------------------------- | --------- |
| Camera dei Deputati     | Maggioranza      | Centrismo (314): DC (305), PRI (9)                                              | 314 / 574 |
| Camera dei Deputati     | Appoggio esterno | Misto (3)                                                                       | 3 / 574   |
| Camera dei Deputati     | Opposizione      | PCI (126), PSI (56), PSLI (19), BN (19), PSU (15), PNM (14), MSI (6), Misto (2) | 257 / 574 |
| Senato della Repubblica | Maggioranza      | Centrismo (137): DC (131), PRI (6)                                              | 137 / 237 |
| Senato della Repubblica | Appoggio esterno | Misto (2)                                                                       | 2 / 237   |
| Senato della Repubblica | Opposizione      | PCI (47), PSI (25), BN (7), Indipendenti (4), Misto (15)                        | 108 / 237 |

## Composizione
| Carica                                | Titolare                              | Titolare                                       | Titolare                                                  | Sottosegretari |
| Presidenza del Consiglio dei ministri | Presidenza del Consiglio dei ministri | Presidenza del Consiglio dei ministri          | Presidenza del Consiglio dei ministri                     | Sottosegretario di Stato alla Presidenza del Consiglio |
| ------------------------------------- | ------------------------------------- | ---------------------------------------------- | --------------------------------------------------------- | --- |
| Presidente del Consiglio dei ministri |                                       |                                                | Alcide De Gasperi (DC)                                    | - Giulio Andreotti (DC) Sottosegretario del Consiglio dei ministri - Edoardo Angelo Martino (DC) Sottosegretario per l'assistenza ai reduci e partigiani |
| Ministri senza portafoglio            |                                       |                                                |                                                           | |
| Ministri senza portafoglio            |                                       |                                                | Raffaele Pio Petrilli (DC) (fino al 5 aprile 1951)        | Raffaele Pio Petrilli (DC) (fino al 5 aprile 1951) |
| Ministri senza portafoglio            |                                       | Ugo La Malfa (PRI) (fino al 5 aprile 1951)     |                                                           | |
| Ministri senza portafoglio            |                                       | Pietro Campilli (DC) (fino al 5 aprile 1951)   |                                                           | |
| Ministero                             | Ministri                              | Ministri                                       | Ministri                                                  | Sottosegretari di Stato |
| Affari esteri                         |                                       |                                                | Carlo Sforza (Indipendente)                               | - Francesco Maria Dominedò (DC) Sottosegretario con delega per gli Italiani all'Estero - Giuseppe Brusasca (DC) (dal 31 gennaio 1950) |
| Africa Italiana                       |                                       |                                                | Alcide De Gasperi (DC) (ad interim)                       | Carica non assegnata |
| Interno                               |                                       |                                                | Mario Scelba (DC)                                         | - Teodoro Bubbio (DC) (dal 31 gennaio 1950) |
| Bilancio                              |                                       |                                                | Giuseppe Pella (DC) (ad interim)                          | Carica non assegnata |
| Finanze                               |                                       |                                                | Ezio Vanoni (DC)                                          | - Edgardo Castelli (DC) (dal 31 gennaio 1950) - Ferdinando Casardi (DC) (dal 31 gennaio 1950) |
| Tesoro                                |                                       |                                                | Giuseppe Pella (DC)                                       | - Silvio Gava (DC) (dal 31 gennaio 1950) - Piero Malvestiti (DC) (dal 31 gennaio 1950) - Ennio Avanzini (DC) Sottosegretario per i Danni di Guerra (dal 31 gennaio 1950) - Domenico Chiaramello (PSLI) Sottosegretario per le Pensioni di guerra (dal 31 gennaio al 5 aprile 1950) - Tiziano Tessitori (DC) (dal 19 aprile 1951) |
| Grazia e Giustizia                    |                                       |                                                | Attilio Piccioni (DC)                                     | - Egidio Tosato (DC) (dal 31 gennaio 1950) |
| Difesa                                |                                       |                                                | Randolfo Pacciardi (PRI)                                  | - Giovanni Bovetti (DC) (dal 31 gennaio 1950) - Enrico Malintoppi (PRI) (dal 31 gennaio 1950) - Nicola Vaccaro (DC) (dal 31 gennaio 1950) |
| Industria e Commercio                 |                                       |                                                | Giuseppe Togni (DC)                                       | - Vinicio Ziino (DC) (dal 31 gennaio 1950) - Eduardo Di Giovani (PSLI) (dal 31 gennaio al 5 aprile 1950) |
| Commercio con l'Estero                |                                       |                                                | Ivan Matteo Lombardo (PSLI) (fino al 5 aprile 1951)       | - Edoardo Clerici (DC) (dal 31 gennaio 1950) |
| Commercio con l'Estero                |                                       | Ugo La Malfa (PRI) (dal 5 aprile 1951)         |                                                           | - Edoardo Clerici (DC) (dal 31 gennaio 1950) |
| Agricoltura e Foreste                 |                                       |                                                | Antonio Segni (DC)                                        | - Emilio Canevari (PSLI) (dal 31 gennaio al 5 aprile 1950) - Emilio Colombo (DC) (dal 31 gennaio 1950) |
| Lavori Pubblici                       |                                       |                                                | Salvatore Aldisio (DC)                                    | - Ludovico Camangi (PRI) (dal 31 gennaio 1950) |
| Lavoro e Previdenza Sociale           |                                       |                                                | Achille Marazza (DC)                                      | - Vittorio Pertusio (DC) (dal 31 gennaio al 1º febbraio 1950) - Leopoldo Rubinacci (DC) (dal 31 gennaio 1950) |
| Trasporti                             |                                       |                                                | Ludovico D'Aragona (PSLI) (fino al 5 aprile 1951)         | - Bernardo Mattarella (DC) (dal 31 gennaio 1950) - Emilio Battista (DC) (dal 31 gennaio 1950) |
| Trasporti                             |                                       | Pietro Campilli (DC) (dal 5 aprile 1951)       |                                                           | - Bernardo Mattarella (DC) (dal 31 gennaio 1950) - Emilio Battista (DC) (dal 31 gennaio 1950) |
| Marina Mercantile                     |                                       |                                                | Alberto Simonini (PSLI) (fino al 5 aprile 1951)           | - Fernando Tambroni (DC) (dal 31 gennaio 1950) |
| Marina Mercantile                     |                                       | Raffaele Pio Petrilli (DC) (dal 5 aprile 1951) |                                                           | - Fernando Tambroni (DC) (dal 31 gennaio 1950) |
| Poste e Telecomunicazioni             |                                       |                                                | Giuseppe Spataro (DC)                                     | - Vito Giuseppe Galati (DC) (dal 31 gennaio 1950) |
| Pubblica Istruzione                   |                                       |                                                | Guido Gonella (DC)                                        | - Virginio Bertinelli (PSLI) (dal 31 gennaio al 5 aprile 1950) - Carlo Vischia (DC) (dal 31 gennaio 1950) |
| Alti Commissariati                    |                                       |                                                |                                                           | |
| Alimentazione                         |                                       |                                                | Vittorio Ronchi (Indipendente) (fino al 17 febbraio 1950) | Vittorio Ronchi (Indipendente) (fino al 17 febbraio 1950) |
| Alimentazione                         |                                       | Antonio Segni (DC) (dal 17 febbraio 1950)      |                                                           | |
| Igiene e Sanità Pubblica              |                                       |                                                | Mario Cotellessa (DC)                                     | Mario Cotellessa (DC) |
| Igiene e Sanità Pubblica              |                                       | Aldo Spallicci (PRI) Alto Commissario Aggiunto |                                                           | |
| Turismo                               |                                       |                                                | Pietro Romani (DC)                                        | Pietro Romani (DC) |

## Cronologia

### 1950
- 27 gennaio - De Gasperi scioglie la riserva e comunica la lista dei ministri.
- 30 gennaio - Sciopero generale della Fiat contro la politica militare del governo.
- 31 gennaio - De Gasperi presenta il nuovo governo nei due rami del Parlamento.
- 2/3 febbraio - Operai impegnati in picchetti di solidarietà per le vertenze in corso alla San Giorgio denunciati alla magistratura.
Scontri a Napoli tra disoccupati e polizia: 27 feriti, tra i quali 7 agenti. La Camera del lavoro proclama lo sciopero generale cittadino per il giorno dopo.
- 9 febbraio - Inizia negli Stati Uniti la stagione del maccartismo.
- 14 febbraio - Il governo ottiene la fiducia alla Camera con 314 voti favorevoli e 189 contrari.
- 18 febbraio - I proprietari terrieri lombardi, riuniti in un convegno a Milano, chiedono la mano pesante contro le occupazioni delle terre.
- 22 febbraio - Il MSI lancia la proposta di un accordo coi gruppi monarchici per la creazione di un polo di destra conservatore.
- 24 febbraio - Il quotidiano "La libertà", vicino alle posizioni del presidente della camera Giovanni Gronchi, pubblica una intervista di Palmiro Togliatti che, commentando il dibattito sulla fiducia che si è svolto alla Camera, accusa De Gasperi di "avvilire” con il suo "fanatismo ideologico" la funzione del Parlamento e la maggioranza della DC di impedire un corretto dialogo fra forze politiche diverse. Una nota dell’ufficio stampa della DC precisa che «La Libertà» non è un giornale della corrente gronchiana della DC, come ha scritto «l’Unità», ma un quotidiano che si «colloca all’opposizione della DC». Lo stesso Gronchi replicherà alle critiche mosse al giornale e alla sua persona dalla DC e dall’Azione cattolica con un articolo che apparirà sul n.10 settimanale «Politica sociale» del 9 marzo.
- 5 marzo - Si costituisce a Roma la Unione italiana lavoratori partecipano: Italo Viglianesi, Enzo Dalla Chiesa e Renato Bulleri del PSU, Raffaele Vanni e Amedeo Sommovigo del PRI, esponenti del PSLI e indipendenti. Presente ai lavori l’ex presidente del Consiglio Ferruccio Parri. Cinque i punti fondamentali indicati nella dichiarazione programmatica approvata: indipendenza dai partiti, dai governi e dalle confessioni religiose; valorizzazione dell'autonomia delle federazioni di categoria; adozione del metodo democratico con partecipazione attiva dei lavoratori; unità d'azione con le altre due organizzazioni confederali CGIL e CISL.
- 8 marzo - Il presidente della Camera Giovanni Gronchi replica con un editoriale su «Politica sociale» alle critiche mosse alla sua persona dalla maggioranza della DC e dall’Azione Cattolica.
- 11 marzo - A Petralia la polizia assale un corteo di contadini e di donne. Nella mischia che segue 16 feriti. Un anziano ferito gravemente. A Bisacquino l’assalto investe una colonna che torna dalla manifestazione su un fondo incolto. La polizia strappa con violenza le bandiere del PCI, del PSI e anche della DC che precedono la colonna, butta a terra donne e anziani. I contadini reagiscono. Inizia la sassaiola. La polizia spara. Tre feriti, di cui uno moribondo. Il giorno dopo l'Unità accusa la polizia di sostituirsi al potere mafioso.
- 14 marzo - A Porto Marghera, sette lavoratori sono feriti dalla Celere mentre manifestano per la difesa della fabbrica Breda. Due di loro sono in fin di vita. In sciopero tutto il Veneto. Manifestazioni e sospensioni dal lavoro in tutta Italia. La CGIL sollecita un'inchiesta, adesione immediata del PCI, del PSI del PSU. Favorevole anche Giuseppe Saragat. Il 15 aggrediti dalla Celere braccianti a Pescara. Contro le aggressioni poliziesche e gli arresti di lavoratori e dirigenti sindacali manifestazioni in Sardegna e in Abruzzo.
- 17 marzo - Il governo presenta in parlamento il disegno di legge recante "Norme per l’espropriazione, bonifica, trasformazione ed assegnazione dei terreni ai contadini".
- 18 marzo - Il governo, su proposta del ministro Mario Scelba, autorizza i prefetti a disporre il divieto per una durata non superiore a tre mesi dei comizi e dei cortei nei comuni e, previa autorizzazione del ministero dell’Interno, in tutta la provincia tutte le volte che si verificano atti di violenza e intolleranza politica. Probiti i comizi interni alle fabbriche senza l’autorizzazione delle autorità di PS e il consenso del proprietario. Vietato lo strillonaggio e la vendita di giornali a domicilio da parte di persone non autorizzate. I prefetti devono impedire le occupazioni delle terre e perseguire legalmente i promotori e gli organizzatori.
- 21 marzo - Manifestazioni in tutta Italia contro i provvedimenti di Scelba.
A Lentella (Chieti) la polizia uccide i braccianti Nicola Mattia, di anni 41, e Cosmo Mangiocco, di anni 26 che stanno attuando, insieme ad altri disoccupati, uno «sciopero alla rovescia». Ferite altre dieci. Indetto dalla CGIL lo sciopero generale in tutta Italia.
- 22 marzo - Sciopero in tutta Italia per l'eccidio di Lentella. A Roma cinque ore di scontri fra celere e manifestanti. A Parma al termine di una manifestazione sindacale la polizia uccide a colpi di mitra il disoccupato Attila Alberti, 32 anni, feriti Enrico Amadasi e il 18enne Lino Fontanasi.
- 23 marzo - San Severo (Foggia) – La locale sezione del MSI chiede di celebrare l’anniversario del fondazione dei fasci di combattimento. Una provocazione respinta dalla popolazione. Il 23 La Camera del lavoro decide di proseguire lo sciopero di protesta per i fatti di Parma. Scontri con la polizia a cui si aggiungono elementi neofascisti. La Celere spara. Numerosi i feriti, grave il venditore ambulante, iscritto alla DC, Michele Di Nunzio che morirà qualche giorno dopo.
- 24 marzo - Viene fondato a Napoli il sindacato di riferimento del MSI, denominato «Confederazione italiana sindacati nazionali lavoratori» (CISNAL). Il presidente è Gianni Roberti parlamentare missino.
- 27 marzo - Il ministro degli interni Mario Scelba risponde alla camera a numerose interrogazioni sull'eccidio di Lentella. Il governo è accusato di travisare i fatti.
- 1º aprile - L'Italia assume dall'ONU il mandato di amministrazione fiduciaria della Somalia.
Grandi manifestazioni in Piemonte, sciopero di solidarietà coi braccianti per protestare contro la tracotanza degli agrari in Val Padana - Cariche della Celere a Biella e in altre località.
- 12 aprile - A Napoli sciopero generale contro l’arrivo della nave «Exilona» e lo sbarco di un ingente quantitativo di armi USA destinate all’esercito italiano. Manifestazioni e proteste nelle altre regioni.
- 16/20 aprile - Guido Gonella viene eletto dal consiglio nazionale nuovo segretario della DC: vice-segretari Giuseppe Dossetti, Umberto Tupini. I dossettiani entrano nella segreteria e polemizzano aspramente contro le politiche neo -liberiste di Giuseppe Pella al ministero del bilancio.
- 1º maggio - La corrente di maggioranza della Federazione Italiana del Lavoro, che non era confluita nella UIL, si unisce ai sindacalisti cattolici della Libera Confederazione Generale Italiana Lavoratori e dà vita alla Confederazione italiana sindacati lavoratori (CISL).
- 2 maggio - I carabinieri sparano sui manifestanti in sciopero a Celano. Proclamato uno sciopero generale. Il PCI accusa i carabinieri di connivenza col principe Giuseppe Torlonia e i gruppi di ex fascisti di cui si serve.
- 4 maggio - È approvata la legge per i Provvedimenti per la colonizzazione dell'Altopiano della Sila e dei territori ionici contermini, che consente l'esproprio di terre da parte del governo per assegnarle ai contadini disoccupati.
- 18/21 maggio - Congresso del PRI: Oronzo Reale segretario, piena fiducia al Governo.
- 20/21 maggio - Viene fondato a Roma il Fronte universitario di avanguardia nazionale (FUAN), organizzazione giovanile del MSI. Introducono i lavori Giulio Caradonna e Angelo Nicosia.
- 1º giugno - Il ministro Randolfo Pacciardi invia una circolare ai prefetti per l'utilizzo dell'esercito in attività di ordine pubblico.
- 6 giugno - Il deputato democristiano Ettore Viola, presidente dell'Associazione nazionale combattenti accusa di affarismo alcuni membri del Parlamento e del Governo. La vicenda ha un'ampia risonanza sulla stampa. Respinta la proposta di costituire una commissione d'inchiesta per indagare sul merito delle accuse, Viola chiede di essere sottoposto a indagine. Nella seduta pomeridiana del 7 giugno il Presidente della Camera Gronchi precisa i limiti di indagine della commissione richiesta dai deputati Viola e Gianmarco. La commissione concluderà i suoi lavori il successivo 20 ottobre riconoscendo come infondate le accuse di Viola, che sarà espulso dalla DC.
- 2 luglio - In un discorso a Varallo Sesia De Gasperi denuncia il pericolo di una quinta colonna comunista che agisce all'interno del Paese per favorire interessi stranieri.
- 18 luglio - De Gasperi accusa il PCI di rinnegare le basi della democrazia e del patto costituzionale
- 28 luglio - È approvato il disegno di legge recante la tutela fisica ed economica delle lavoratrici madri
- 29 luglio - A seguito delle relative approvazioni parlamentari è istituita la Cassa per opere straordinarie di pubblico interesse nell'Italia meridionale (Cassa del Mezzogiorno) e l'esecuzione di opere straordinarie e di pubblico interesse nell'Italia settentrionale e centrale.
- 15 agosto - Mario Scelba interviene al congresso della Gioventù operaia cattolica. Il ministro dell’Interno definisce il comunismo un colossale cavallo di troia lanciato per insidiare i popoli pacifici e invita i giovani cattolici a difendersi dal pericolo rappresentato non solo dai militanti del Pci ma anche da migliaia di lavoratori che, per le loro stentate condizioni di vita, non sanno apprezzare la libertà.
- 20 settembre - Il Consiglio dei ministri vara un pacchetto di misure volte a potenziare polizia e carabinieri ed approva uno schema di disegno di legge contenente disposizioni per la protezione della popolazione civile in caso di guerra o di calamità.
- 19 dicembre - È approvata la legge recante Norme sulla perequazione tributaria e sul rilevamento fiscale straordinario. È la prima riforma tributaria proposta da un governo repubblicano.

### 1951
- 11 gennaio - Giovanni Gronchi attacca la politica del governo e chiede le dimissioni di Carlo Sforza e Randolfo Pacciardi. Vivace difesa del gabinetto da parte di Giuseppe Saragat. De Gasperi esclude qualsiasi ipotesi di rimpasto.
- 17/20 gennaio - Congresso del PSI: l'assise conferma il patto d'azione col PCI e l'opposizione intransigente all'alleanza atlantica.
- 28 gennaio - I deputati Valdo Magnani e Aldo Cucchi si dimettono dal PCI, che accusano di essere subalterno all’URSS. Durissimi comunicati di espulsione della federazione di Reggio Emilia e della direzione del Pci contro i due traditori.
- 11 marzo - Giuseppe Saragat, segretario del PSLI, e Giuseppe Romita, segretario del PSU, raggiungono un accordo per dar vita al Partito Socialdemocratico italiano (PSDI) che sarà proclamato ufficialmente il 1º maggio.
- 31 marzo/4 aprile - Congresso del PSLI: ratificata la convergenza con il PSU. La mozione Saragat ottiene il 54% dei voti congressuali. Il 1º maggio con Congresso di unificazione fra PSLI e PSU nascerà il Partito socialista, sezione italiana dell’Internazionale socialista, che nel gennaio 1952 assumerà il nome di Partito socialista democratico italiano (PSDI).
- 4 aprile - Sulla base delle decisioni congressuali si dimettono tutti i rappresentanti del PSLI nell’esecutivo: i ministri D’Aragona, Lombardo, Simonini e i sottosegretari Chiaramello, Bertinelli, Canevari, Di Giovanni. De Gasperi rinvia la crisi a dopo le elezioni amministrative e procede alla sostituzione dei ministri dimissionari: i DC Campilli e Petrilli, rispettivamente ai Trasporti e alla Marina mercantile, Ugo La Malfa (PRI) al Commercio con l’estero. Una procedura che solleva le proteste delle opposizioni. Per il PCI e il PSI ancora una volta uno sfregio alla Costituzione e al ruolo del Parlamento.
- 3/8 aprile - Congresso del PCI: confermato il patto d'azione col PSI e l'opposizione alla NATO. Il PCI si propone come alternativa ai governi degli industriali e dei clericali.
- 10 aprile - Inizia alla Camera il dibattito sulle dimissioni dei ministri socialdemocratici. È respinto l’ordine del giorno di Togliatti che deplora il costume anticostituzionale di cambiare la composizione politica di un governo senza aprire formalmente la crisi e senza ascoltare il parlamento.
- 18 aprile - I ministri degli Esteri di Francia, Italia, Germania, Belgio, Olanda e Lussemburgo firmano il Trattato istitutivo della Comunità europea del carbone e dell’acciaio (CECA)
- 1º maggio - Unificazione dei socialdemocratici del PSLI e del PSU che danno vita al Partito socialista, sezione italiana dell’Internazionale socialista PS (SIIS). Nel gennaio 1952 assumerà il nome di Partito socialista democratico italiano (PSDI).
- 9 maggio - Sciopero generale unitario dei dipendenti delle amministrazioni dello Stato, che chiedono la rivalutazione degli stipendi.
- 10/11 giugno - Elezioni provinciali; elezioni regionali siciliane. Generale arretramento della DC in tutta Italia: i voti del centro sono intercettati al sud dal MSI e dai monarchici, al nord dai liberali. Comunisti e socialisti avanzano a livello nazionale. La sinistra denuncia pesanti brogli elettorali da parte dei militanti di Azione cattolica.[5]
- 23 giugno - Consiglio nazionale DC: critiche alla politica economica basata sul pareggio di bilancio del ministro Giuseppe Pella. De Gasperi si impegna a un rimpasto nella composizione del governo.
- 14 luglio - Il ministro del bilancio Giuseppe Pella, sotto continuo attacco per la politica economica liberista del governo, rassegna le dimissioni.
- 16 luglio - De Gasperi rassegna le dimissioni[6].

### Esplicative
1. ↑  Fino al 5 aprile 1951.
2. ↑  Ufficialmente con la denominazione di Partito Socialista dei Lavoratori Italiani (PSLI).
3. 1 2  SVP (3).
4. 1 2  PCd'I (1), PSd'Az (1).
5. ↑  PSLI (5).
6. 1 2  SVP (2).
7. ↑  PSU (5), PNM (3), MSI (1), PSd'Az (1).
8. ↑  PSLI (5), PSU (5), PNM (3), MSI (1), PSd'Az (1).

### Bibliografiche
1. ↑   VENERDÌ 27 gennaio 1950 - Il Presidente della Repubblica riceve in udienza, su archivio.quirinale.it. URL consultato il 7 febbraio 2019.
«Il Presidente della Repubblica, alle ore 13.10, ha ricevuto al Palazzo del Quirinale l'On. Alcide De Gasperi, trattenendolo a colloquio per un'ora.
Il Presidente dalla Repubblica ha firmato i decreti di nomina dell'On. De Gasperi a Presidente dal Consiglio dei ministri e Ministro ad interim per l'Africa Italiana, nonché del titolari dei vari Dicasteri.
Alle ore 17.15 il Presidente della Repubblica ha ricevuto al Palazzo dal Quirinale l'On. Alcide De Gasperi che, a norma dell'art. 93 della Costituzione, ha prestato giuramento nelle mani del Capo dello Stato nella sua qualità di Presidente del Consiglio dei ministri e Ministro ad interim par l'Africa Italiana.»
2. ↑   La visita al Quirinale, su archiviolastampa.it, 27 luglio 1951. URL consultato il 15 giugno 2018.
3. ↑   SABATO 28 gennaio 1950 - Giuramento del VI Governo De Gasperi, su archivio.quirinale.it.
«Il 28 gennaio, alle ore 11.45, il Presidente della Repubblica ha ricevuto nel Suo studio al Palazzo del Quirinale il Presidente del Consiglio dei ministri On. Dott. Alcide De Gasperi che gli ha sottoposto per la firma i decreti di nomina dei seguenti Ministri senza portafoglio:
On. Dott. Pietro CAMPILLI - Deputato al Parlamento
On. Dott. Ugo LA MALFA - Deputato al Parlamento
On. Dott. Raffaele Pio PETRILLI - Deputato al Parlamento
Alle ore 11.50 hanno cominciato ad affluire al Palazzo del Quirinale i nuovi Ministri. Essi sono stati ricevuti all'arrivo dal Prefetto Dott. Alessandro Varino ed hanno sostato in attesa dell'arrivo del Capo dello Stato nel Salone immediatamente precedente quello della Madonna.
Alle ore 12, il Presidente della Repubblica, accompagnato dall'On. Presidente del Consiglio, dal Segretario generale della Presidenza della Repubblica e dal Consigliere Militare, si è portato al piano superiore nel salone delle Madonna per la cerimonia del giuramento dei Ministri componenti il nuovo Gabinetto.
Alle ore 12.10 ha avuto inizio la cerimonia del giuramento.
I Ministri sono stati chiamati singolarmente e nel seguente ordine:
On. Dott. Pietro CAMPILLI - Ministro senza portafoglio
On. Dott. Ugo La Malfa - Ministro senza portafoglio
On. Dott. Raffaele Pio PETRILLI - Ministro senza portafoglio
On. Dott. Carlo SFORZA - Ministro degli Affari Esteri
On. Avv. Mario SCELBA - Ministro dell'Interno
On. Avv. Attilio PICCIONI - Ministro di Grazia e Giustizia
On. Avv. Prof. Ezio VANONI - Ministro delle Finanze
On. Avv. Dott. Prof. Giuseppe PELLA - Ministro del Tesoro e Ministro ad Interim del Bilancio
On. Avv. Randolfo PACClARDI - Ministro della Difesa
On. Prof. Guido GONELLA - Ministro della Pubblica Istruzione
On. Dott. Salvatore ALOISIO - Ministro dei Lavori Pubblici
On. Prof. Antonio SEGNI - Ministro dell'Agricoltura e Foreste
On. Lodovico d'ARAGONA Ministro dei Trasporti
On. Avv. Giuseppe SPATARO, Ministro delle Poste e Telecomunicazioni
On. Prof. Giuseppe TOGNI, Ministro dell'Industria e Commercio
On. Avv. Achille MARAZZA, Ministro del Lavoro e Previdenza Sociale
On. Ivan Matteo LOMBARDO, Ministro del Commercio con l'Estero
On. Alberto SIMONINI, Ministro della Marina Mercantile.
Il Segretario generale della Presidenza della Repubblica, Consigliere di Stato Avv. Ferdinando Carbone, ha dato lettura per ciascun Ministro della formula del giuramento; formula che è stata ripetuta ad alta voce dal Ministro giurante. È stato poi firmato il prescritto verbale di giuramento dal Ministro giurante, dal Presidente della Repubblica e dai testimoni Consigliere di Stato Avv. Ferdinando Carbone, Segretario generale della Presidenza della Repubblica e Generale di Corpo d'Armata Mario Marazzani, Consigliere Militare.»
4. ↑   v. s., La giornata conclusiva, su archiviolastampa.it, La Stampa, 28 gennaio 1950,  p. 1.
«Roma, 27 gennaio. Poco dopo le 13 di oggi, con tre ore di ritardo rispetto alle previsioni, l'on. De Gasperi poteva andare a sottoporre alla firma del Presidente della Repubblica i decreti di nomina dei nuovi ministri... I componenti del governo che hanno già ricevuto il crisma presidenziale presteranno giuramento domani alle 12 nelle mani di Einaudi. L'on. De Gasperi ha prestato giuramento oggi stesso...»
5. ↑   l'Unità, 12 giugno 1951,  p. 2.
6. ↑   LUNEDÌ 16 luglio 1951 - Il Presidente della Repubblica riceve in udienza, su archivio.quirinale.it.